# Armigeres kesseli
Armigeres kesseli är en tvåvingeart som beskrevs av Ramalingam 1987. Armigeres kesseli ingår i släktet Armigeres och familjen stickmyggor. Inga underarter finns listade i Catalogue of Life.